# ガラパゴスペンギン
ガラパゴスペンギン（Spheniscus mendiculus）は、ペンギン目ペンギン科ケープペンギン属に分類される鳥類。ペンギンの中で最も低緯度の赤道直下に生息する。

## 分布
エクアドル（ガラパゴス諸島）固有種。
ガラパゴス諸島のフェルナンディナ島、イサベラ島（西部、北東部）で主に繁殖する。イサベラ島北部の一部が赤道より北にあるため、生息域はわずかに北半球にはみ出ている。バルトロメ島、フロレアナ島でも繁殖が認められ、非繁殖期も繁殖地周辺で過ごすが、ときにサンチャゴ島のほか、ソンブレロ・チノ島やラビダ島、サンタ・クルス島（北部）およびバルトラ島やセイモア・ノルテ島（セイモア島）でも観察される。

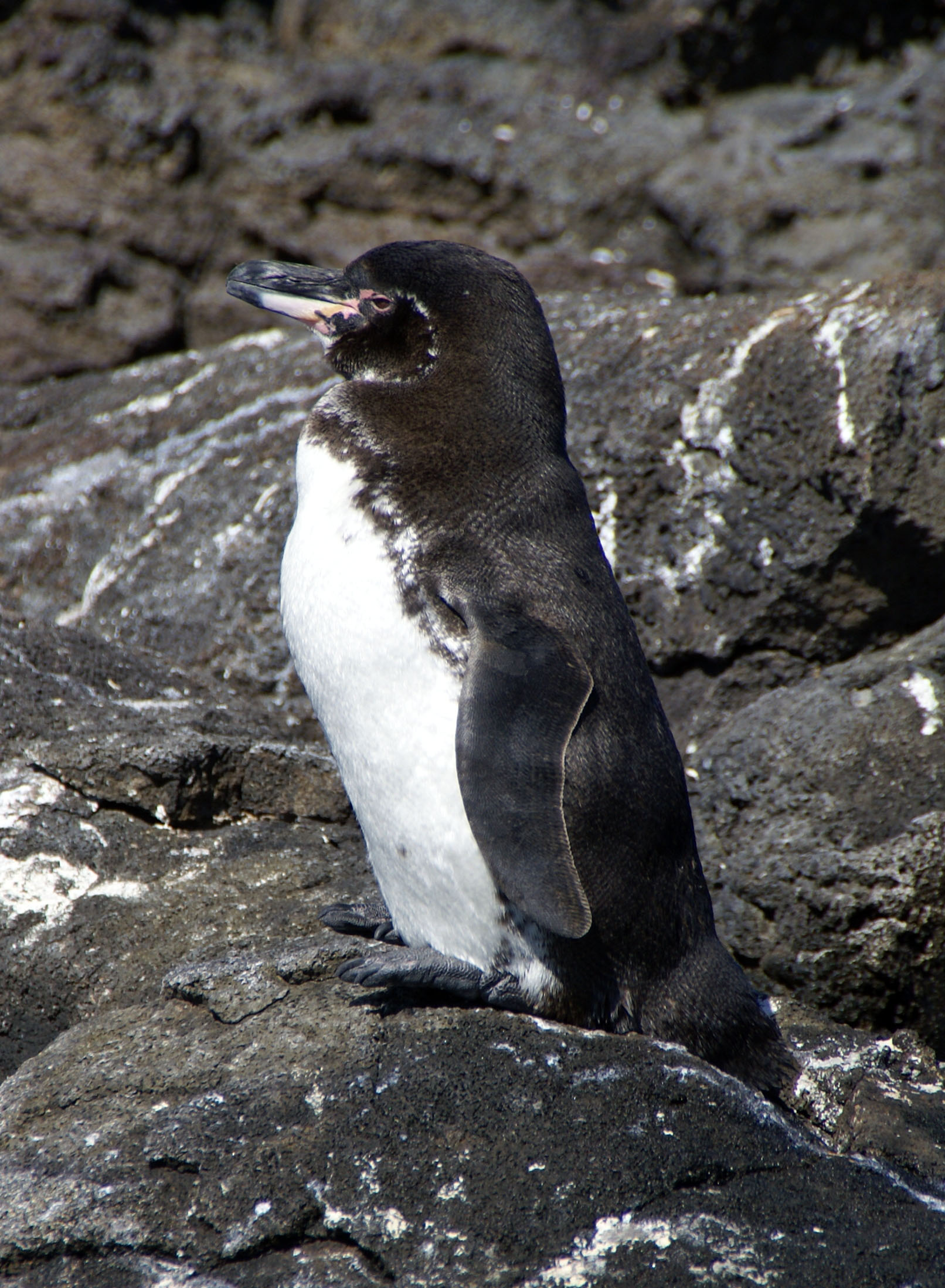
成鳥

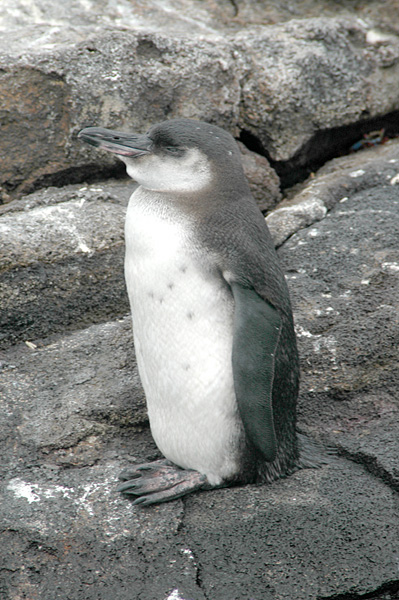
幼鳥

## 形態
全長53センチメートル。（48-53センチメートル）。体重1.7-2.6キログラム。フンボルトペンギン属の4種うち最小種。種小名のmendiculus は「物乞いのような」の意で、ペンギンの中でも小形（3番目に小さい）であることに由来する。メスよりもオスの方がやや大型になる。
全身は短い羽毛で覆われる。頭部や体上面の羽衣は黒色で、眼から喉にかけて白い筋模様が入る。下面の羽衣は白く、胸部には黒い斑点と不明瞭な黒い横縞が入る。オスはメスよりも上面と下面の体色が明瞭。
上嘴および嘴の先端は黒く、下嘴は黄色みのある淡色で、基部の周辺は黒い。肢（あし）は黒い。虹彩は褐色である。
眼の周辺や嘴基部に羽毛はなく、繁殖期になると黒斑のあるピンク色の皮膚が裸出する。腹部の斑紋とともに、この裸出部の大きさや模様は個体により異なる。オスは喉の白色の部分や、嘴基部の皮膚の裸出部がメスよりも広い。
若鳥の上面は灰色で、頭部や胸部の斑紋がない。

## 生態

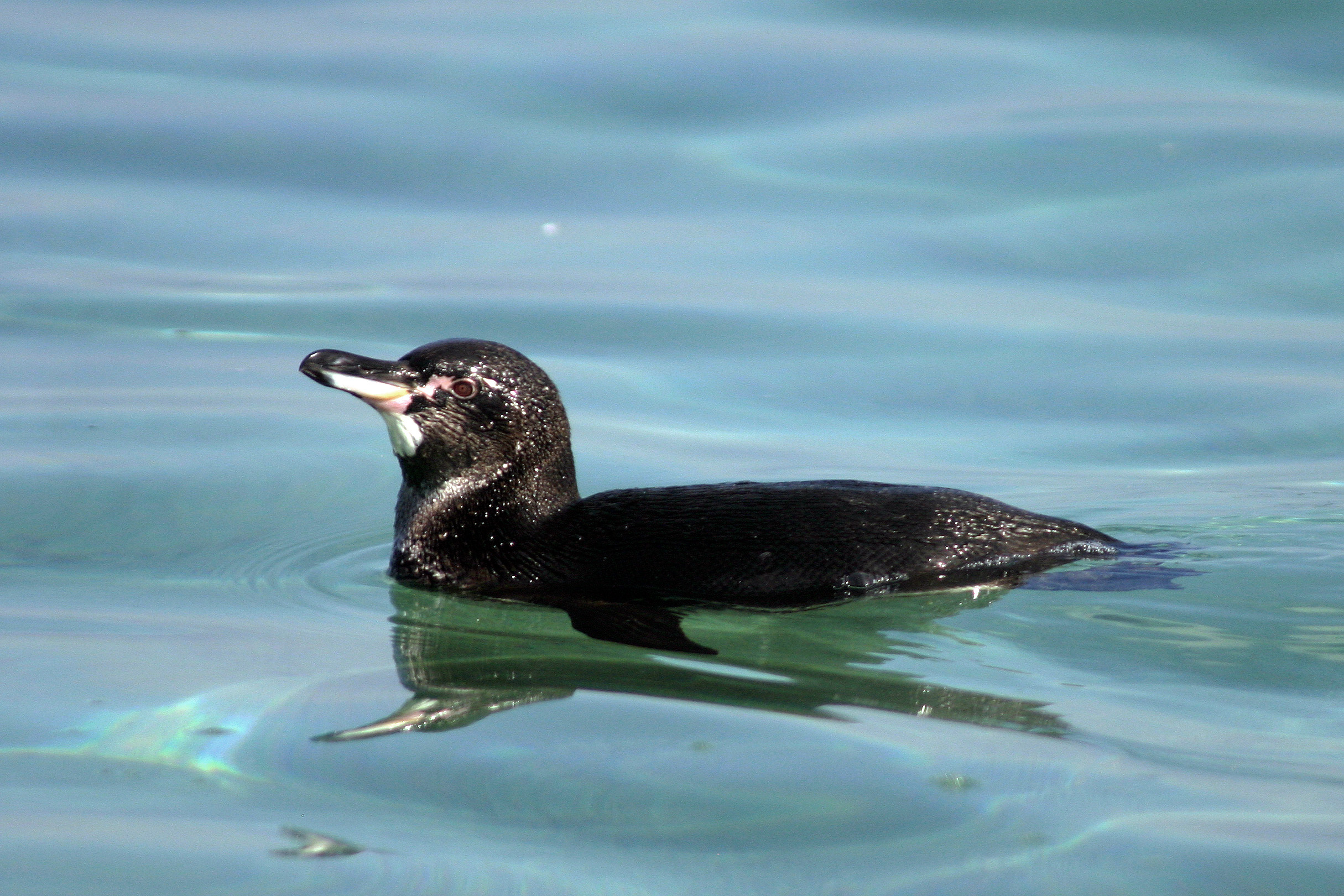
成鳥（イサベラ島）

昼間に採食を行い、水におよそ30秒未満（最長79秒）潜って採餌し、夜間は陸上に上がって休む。たびたび陸にも戻るが、日中は海上で20-200羽の群れで採餌していることが多い。ただし海水温が高く小魚が少ない時期には、通常、単独か番（つがい）または小さな群れで行動し、大きな群れを作ることはほとんどない。
食性は動物食で、主にボラやサーディンといった1-15cmの魚類を食べ、また甲殻類も食べると考えられている。
陸上に上がると日陰に隠れて暑さをしのぐ。また、日光を背にして立ち、腋と肢が日陰になるような姿勢で体温を冷まし、さらに高温になると激しく喘いで（パンティング、英: panting）体温調節をする。換羽期は不定期で、非繁殖期に行う。
上陸に適した海岸に近い砂漠地帯の低地で繁殖する。繁殖個体においては、巣または水中でも求愛行動（ディスプレイ）が見られ、「くちばし鳴らし」（英: bill dueling）や「頭回し」（英: head movement）が認められる。また陸上、海中ともに交尾する。周年繁殖するが、繁殖期は不定期で海水温が高く食物が少ない時期は繁殖しない。海面の表層温度が24℃未満であり平均水温が低い時節に繁殖し、一般には6-9月および12-3月に繁殖活動が多いが、少数は4-5月の雨季にも繁殖する。つがいで繁殖もしくは小規模な集団営巣地（コロニー）を形成する。直射日光を避けて、海岸の岩の割れ目、洞窟などに、1回に2個の卵を産む。抱卵期間は38-40日で、雌雄ともに抱卵する。孵化後およそ30日間親鳥により育雛された後、雛は孵化してから60-65日で巣立つ。寿命は11歳以上の記録が認められる。

## 人間との関係
人為的に移入されたノイヌやノネコ、ドブネズミやクマネズミによる捕食、船舶事故による油の海洋汚染、漁業による混獲、観光客による撹乱などにより生息数は減少している。エルニーニョ現象によっても生息数が変動し、1970-1971年には6,000-15,000羽とも推定されたが、特に1982-1983年（生息数が23%まで減少）、1997-1998年（生息数が34-35%まで減少）に生息数が激減した。1999年における生息数は1,200羽と推定されている。
飼育例としては1963年（昭和38年）に浜松市動物園に入来した1羽が国内唯一となっている。この1羽は1965年（昭和40年）に上野動物園に移されたため、同園はこれまで飼育経験のあるペンギンの種類数が国内園館で最多となっている。